# Куренёвка (Чечельницкий район)
Куренёвка (укр. Курені́вка) — село на Украине, находится в Чечельницком районе Винницкой области.
Первыми поселенцами в селе были старообрядцы. В 1675 году в двух вёрстах от села был основан Куренёвский Никольский мужской монастырь, ставший важным центром российского старообрядчества.
Возле села расположен остановочный пункт Куренёвка узкоколейной железной дороги Рудница — Голованевск.
Население по переписи 2001 года составляет 439 человек. Почтовый индекс — 24822. Телефонный код — 4351.
Занимает площадь 2,186 км².

## Адрес местного совета
24822, Винницкая область, Чечельницкий район, с. Куренёвка, ул. Первомайская, 62